# Saint-Masmes
Saint-Masmes település Franciaországban, Marne megyében. Lakosainak száma 527 fő (2022. január 1.). Saint-Masmes Époye, Heutrégiville, Lavannes és Selles községekkel határos.

## Népesség
A település népessége az elmúlt években az alábbi módon változott:
| Lakosok száma | 322  | 432  | 484  | 460  | 456  | 450  | 458  | 486  | 500  | 527  |
|               | 1968 | 1982 | 1990 | 2006 | 2013 | 2015 | 2017 | 2019 | 2020 | 2022 |